# Thomas-Prosper Gragnon-Lacoste
Thomas Prosper Gragnon-Lacoste, né le 28 avril 1820 à Castillon ès Périgord (aujourd’hui Castillon la Bataille), mort le 22 décembre 1895 à Talence, est un avocat, notaire, écrivain bordelais, auteur d'une biographie de Toussaint Louverture, défenseur des hommes de couleur et à ce titre surnommé « l’Ami des Noirs », membre correspondant (1850) et résident (1861) de l'Académie nationale des sciences, belles-lettres et arts de Bordeaux, consul général de la République d’Haïti à Bordeaux (1880) .

## Biographie
Issu d'une famille aisée, son grand-père, Taleret de Lacoste, est un homme instruit. Le jeune Prosper Gragnon-Lacoste fait des études juridiques jusqu'en 1840. Il devient avocat, puis notaire à Sainte-Croix-du-Mont. Très jeune, il commence à publier et, à 27 ans, entre à l’Académie des sciences de Bordeaux. Il publie régulièrement, sur des sujets variés. Il est membre de la Société impériale zoologique d'acclimatation de Paris et de la Société d'agriculture de la Gironde.
Il se lie d'amitié avec la famille de Toussaint Louverture. Le fils, Isaac, lui confie ses manuscrits personnels et ses archives qui permettront la rédaction d'un livre sur son père.
Thomas Prosper Gragnon-Lacoste et son beau-frère Théophile de Mondenard de Roquelaure (1818-1878), chef de division à la mairie de Bordeaux, font construire, en 1864, un tombeau familial dans le cimetière de la Chartreuse à Bordeaux, où ils réunissent, en novembre 1865, les cendres de membres des deux familles, puis, en mars 1866, celles du fils de Toussaint Louverture, Isaac Louverture.

## Œuvres
Thomas Prosper Gagnon-Lacoste publie de nombreux ouvrages dans divers domaines :
- juridique : Fiefs et alleux en Guienne (1863) ; Manuel de généalogie (1849) ; Précis historique de la législation consulaire (1860).
- biographique : Toussaint-Louverture, général et chef de l'armée de Saint-Domingue (1877) ; Conférence sur Toussaint-Louverture, général en chef de l'armée de Saint-Domingue (1879) ; Notice sur Victor Schoelcher (1882).
- scientifique : Monographie de l'arbousier (1865).
- poétique : L'Haïtiade : poème épique en huit chants (1878)

Dans sa biographie de Toussaint Louverture, « ouvrage écrit d’après des documents inédits et les papiers historiques et secrets de la famille Louverture », il précise qu’il « participe par ce livre à une nouvelle croisade contre son hideux corollaire, le préjugé de couleur » constaté aux États-Unis. Son livre se termine sur un « Appel aux lecteurs » où il ouvre une souscription « pour réunir dans un même tombeau les cendres du général en chef Toussaint-Louverture et celles d’Isaac Louverture, son fils et de Louise Chancy, sa nièce et belle-fille qui n’ont reçu qu’une sépulture provisoire dans la Chartreuse de Bordeaux ».

### Ouvrages de Thomas Prosper Gagnon-Lacoste
- Thomas-Prosper Gragnon-Lacoste, Précis historique de la législation consulaire, ou Introduction à l'étude du droit commercial, Paris, 1860, 404 p. (lire en ligne)
- Thomas-Prosper Gragnon-Lacoste, Monographie de l'arbousier, ou Notice sur la culture de cet arbrisseau, Paris & Bordeaux, 1865, 72 p. (lire en ligne)
- Thomas-Prosper Gragnon-Lacoste, Toussaint Louverture, général en chef de l'armée de Saint-Domingue, surnommé le premier des Noirs,  ouvrage écrit d'après des documents inédits et les papiers historiques et secrets de la famille Louverture, orné du portrait authentique du célèbre général et du fac-similé de sa signature, Paris & Bordeaux, A. Durand et Pedone-Lauriel & Librairie Feret et fils, 1877, 398 p. (lire en ligne)
- Thomas-Prosper Gagnon-Lacoste, L'Haïtiade : poème épique en huit chants, Paris, Durand et Pedone-Lauriel, 1878, 209 p. (lire en ligne)